# Riópar (kommun)
Riópar är en kommun i Spanien.   Den ligger i provinsen Provincia de Albacete och regionen Kastilien-La Mancha, i den centrala delen av landet, 240 km söder om huvudstaden Madrid. Antalet invånare är 1 463.